# Colmar Grünhagen

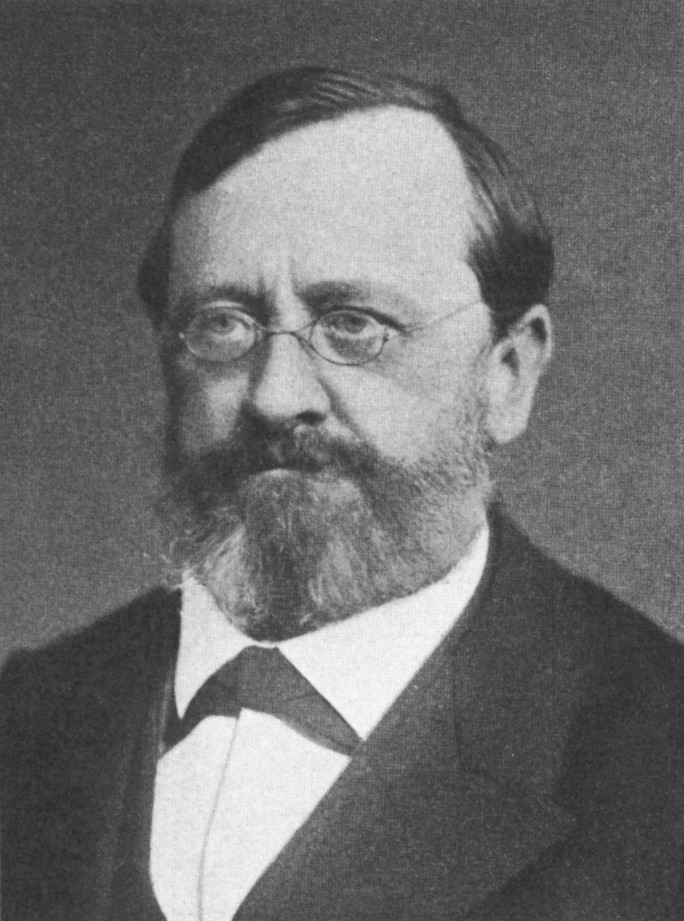
Colmar Grünhagen

Colmar Grünhagen (* 2. April 1828 in Trebnitz, Provinz Schlesien; † 27. Juli 1911 in Breslau) war ein deutscher Archivar und Historiker.

## Leben und Wirken
Colmar Grünhagen war der Sohn eines Apothekers. Von 1841 bis 1847 besuchte er die Gymnasien St. Maria Magdalena und St. Elisabet in Breslau. Anschließend studierte er an den Universitäten Jena, Berlin und Breslau Geschichte und Klassische Philologie. Während seines Studiums wurde er 1847 Mitglied der Burschenschaft Arminia auf dem Burgkeller. Am 21. Dezember 1850 wurde er in Halle zum Dr. phil. promoviert. Im März 1851 bestand er das Oberlehrerexamen in Breslau. Ab Ostern 1853 war er Hilfslehrer, wenige Monate später ordentlicher Lehrer am Breslauer Friedrichs-Gymnasium. Nach seiner Habilitation 1855 war er Privatdozent für Geschichte an der Universität. Aus dem Schuldienst schied er aber erst aus, als er am 11. März 1862 Leiter des schlesischen Provinzialarchivs (seit 1867 Staatsarchiv) wurde, was er bis zum 1. April 1901 blieb. Am 18. Dezember 1866 wurde er zum außerordentlichen Professor der Geschichte an der Universität Breslau berufen, an der er bis 1911 lehrte. 1873 erhielt er den Titel Archivrat, 1885 wurde er zum Geheimen Archivrat befördert.
Er war seit 1859 Mitglied, von 1871 bis 1905 Leiter und dann Ehrenpräsident des Vereins für Geschichte und Altertum Schlesiens, Ehrenmitglied der Schlesischen Gesellschaft für vaterländische Kultur, seit 1868 Vorstandsmitglied des Vereins für das Museum Schlesischer Altertümer, 1876 zweiter Vorsitzender und 1878 bis 1884 deren Vorsitzender. Außerdem war er Ehrenmitglied des Königlich-sächsischen Altertumsvereins und korrespondierendes Mitglied der Gesellschaft für thüringische Altertumskunde.

## Werke
Grünhagen war von 1864 bis 1905 Herausgeber der Zeitschrift des Vereins für die Geschichte Schlesiens. Aufsätze veröffentlichte er in den Feuilletons der Breslauer Zeitungen, den preußischen Jahrbüchern, der Zeitschrift für preußische Geschichte und Landeskunde, der Zeitschrift des Vereins für Geschichte Schlesiens und der Zeitschrift der Historischen Gesellschaft der Provinz Posen.
- Vitae Urbani Secundi particula prima. Dissertation, Universität Halle-Wittenberg, 1848 [vielmehr 1850]
- Adalbert Erzbischof von Hamburg und die Idee eines nordischen Patriarchats. Brockhaus, Leipzig 1854
- Otfrid und Heliand. Historische Abhandlung. Habilitationsschrift, Universität Breslau, 1855
- Henricus pauper. Rechnungen der Stadt Breslau von 1299–1358. Max, Breslau 1860
- Breslau unter den Piasten als Deutsches Gemeinwesen. Max, Breslau 1861
- Friedrich der Große und die Breslauer in den Jahren 1740 und 1741. Korn, Breslau 1864
- König Johann von Böhmen und Bischof Nanker von Breslau. Gerold, Wien 1864 (aus Akademie der Wissenschaften in Wien, Philosophisch-Historische Klasse: Sitzungsberichte, Band 47, S. 4–102)
- Aus dem Sagenkreise Friedrich des Großen. Breslau 1864
- mit Georg Korn: Regesta episcopatus Vratislaviensis. Band 1: Bis zum Jahre 1302. Hirt, Breslau 1864 (mehr nicht erschienen)
- mit Wilhelm Wattenbach: Registrum St. Wenceslai. Max, Breslau 1865
- Ueber Städtechroniken und deren zweckmäßige Förderung durch die Communalbehörden mit besonderer Rücksicht auf Schlesien. Maruschke & Berendt, Breslau 1865
- Breslau nach der preußischen Besitzergreifung. Mittler, Berlin 1867
- Die Erbverbrüderung zwischen Hohenzollern und Piasten vom Jahre 1537,  in: Zeitschrift für Preußische Geschichte und Landeskunde, Band 5, Berlin 1868, S. 337–366  (online).
- Regesten zur schlesischen Geschichte. Max, Breslau 1868–1923; Band 1: Bis zum Jahre 1250. 1868; Band 2: Bis zum Jahre 1280. 1875; Band 3: Bis zum Jahre 1300. 1886; Band 4: 1301/15. 1892; Band 5: 1316/26. 1898; Band 6: 1327/33. 1903 (ab Band 4 mit Konrad Wutke)
- Urkunden der Stadt Brieg. Max, Breslau 1870
- Geschichtsquellen der Hussitenkriege. Max, Breslau 1871
- Die Hussitenkämpfe der Schlesier 1420–1435. Hirt, Breslau 1872
- Wegweiser durch die schlesischen Geschichtsquellen bis zum Jahre 1550. Max, Breslau 1876; 2. Auflage, 1889
- Geschichte des ersten schlesischen Krieges. 2 Bände, Gotha, 1881
- mit Hermann Markgraf: Lehns- und Besitzurkunden Schlesiens und seiner einzelnen Fürstenthümer im Mittelalter. 2 Bände, Hirzel, Leipzig 1881 und 1883; Neudruck: Zeller, Osnabrück 1965
- Geschichte Schlesiens. 2 Bände, Perthes, Gotha 1884 und 1886; Band 1: Bis zum Eintritt der habsburgischen Herrschaft 1527; Band 2: Bis zur Vereinigung mit Preussen 1527–1740; Nachdruck: Ackerstaff & Kuballe, Osnabrück 1979
- Die alten schlesischen Landesfürsten und ihre Bedeutung. Nischkowsky, Breslau 1886
- Schlesien unter Friedrich dem Großen. Band 1: 1740–1756. Koebner, Breslau 1890; Band 2: 1756–1786. Koebner, Breslau 1892; Nachdruck: Olms, Hildesheim [u. a.] 2006, ISBN 978-3-487-13309-6 (Band 1), ISBN 978-3-487-13310-2 (Band 2), ISBN 978-3-487-13308-9 (Gesamtwerk)
- mit Franz Wachter: Akten des Kriegsgerichts von 1758 wegen der Kapitulation von Breslau am 24. November 1757. Max, Breslau 1895
- Zerboni und Held in ihren Konflikten mit der Staatsgewalt 1796–1802. F. Vahlen, Berlin 1897
- Schlesische Erinnerungen an Gustav Freytag. Gustav-Freytag-Gesellschaft, Kreuzburg 1910